# Donori
Donori es un municipio de Italia de 2.102 habitantes en la provincia de Cerdeña del Sur, región de Cerdeña. Está situado a 25 km al norte de Cagliari, en las proximidades del monte Zurru.
En su territorio se puede encontrar dos nuragas y algunas evidencias de dominación romana. Entre los lugares de interés destacada la iglesia de Santa Maria de Sa Defenza.

## Evolución demográfica
| Gráfica de evolución demográfica de Donori entre 1861 y 2001 |
|                                                              |
| Fuente ISTAT - Elaboración gráfica de Wikipedia              |